# Duivelsberg (Maasmechelen)
De Duivelsberg is een helling gelegen in Opgrimbie (Maasmechelen), in de Belgische provincie Limburg.  
De helling is onderdeel van de steilrand die de overgang vormt tussen de Maasvallei en het Kempens plateau. De helling bevindt zich grotendeels in het Nationaal Park Hoge Kempen. De Duivelsberg is 1000 meter lang en overbrugt een hoogteverschil van 45 meter. Het maximale hellingspercentage is 10%.  
Aan de voet van de helling bevindt zich het Duivelsbergcircuit, een racecircuit voor rallycross. Midden in de bossen boven op de Duivelsberg bevindt zich tevens Villa Fridhem, dat onderdeel is van het Koninklijk Domein van Opgrimbie. Deze villa is privé-eigendom van de koninklijke familie van België en was het buitenverblijf van Koning Boudewijn. 
De beklimming is opgenomen in de recreatieve fietsroutes LF Kempenroute en LF Vlaanderenroute.